# Stergamataea
Stergamataea is een geslacht van vlinders van de familie spanners (Geometridae), uit de onderfamilie Ennominae.

## Soorten
- S. delicatum Hulst, 1900
- S. inornata Hulst, 1896